# 地根瘤菌属
地根瘤菌属（学名：Georhizobium）是根瘤菌科下的一个属。

## 下属物种
本属包括以下物种：
- Georhizobium haloflavum
- 深海地根瘤菌 Georhizobium profundi Cao et al.[2]